# Cassidinidea fluminensis
Cassidinidea fluminensis är en kräftdjursart som först beskrevs av Mane-Garzon 1944.  Cassidinidea fluminensis ingår i släktet Cassidinidea och familjen klotkräftor. Inga underarter finns listade i Catalogue of Life.